# Bartha János (színművész)

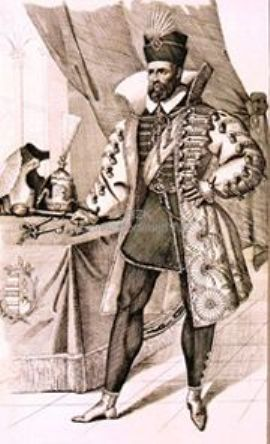
Bartha János Zrínyi szerepében

Bartha János (Eger, 1799. február 2. – Pest, 1852. augusztus 21.) magyar színész.

## Élete és pályafutása
Barta Mihály és Kárász Mária fiaként született. Apja — bár nem volt cigány — jól hegedült és beállott prímásnak egy muzsikus-bandába. Mint ilyen, gyakran játszott a színtársulat zenekarában és a kis Bartha is elkísérte estenként az apját; a hegedűt ő cipelte és így szívesen megtűrték a terem valamely zugában. Mély áhítattal hallgatta itt a színészek szavát, Apja iskoláztatta még egy darabig, de az első éveken túl nem bírta költséggel, tehát mesterségre adta. Így tanult meg a szabóságot. De a színészkedés vágya tovább is ott égett lelkében és csak a kedvező alkalmat várta, hogy ő is a színpad szolgálatába lépjen. Hogy célját hamarabb érje el, Egerben beállt színházi szabónak.
Később Békésgyulára került, ahol 1820. március 18-án Abday Sándor színigazgató felléptette őt a Kemény Simonban. Az öreg Kemény szerepét kapta először és azt olyan jól játszotta, hogy még tapsot is kapott érte. Miután a városban mindenki tudta, hogy szabólegény volt előzőleg, igazgatója Magyarnak keresztelte el a színpadon és ezen a néven szerepelt hosszú ideig. (Családi neve: Finnlandi János.) Játszott azután Nagyváradon, ahol 40 forint fixumot kapott. 1824-ben Pozsonyban szerepelt az országgyűlés ideje alatt, Horváth József és Komlóssy Ferenc igazgatók társulatánál, azután Székesfehérvárott, ahol már 100 forint fizetést kapott. Innen Pécsre került. Ezzel ellentétben Déryné naplójában az 1828. évet említi Bartha első kísérletéül. Viszont Könyves Máté Játékszíni Koszorújában olvassuk, hogy 1825-ben Abdaynál működött. Valószínű tehát, hogy 1820-ban kezdte pályáját.
Szigligeti Ede mint fiatal kezdő színész Johanna Franul von Weißenthurm (1773-1847) János finnlandi herceg c. darabjának főhőse szerepében látta először Bartha Jánost 1835-ben Budán és A budai játékszín idejéből című visszaemlékezéséiben ezért írta Bartha neve után a Finnlandi nevet. (»Kilépett egy fejedelmi alak: Bartha János, azaz Finnlandi János.«) Felületes olvasás következtében a dráma hősének neve mint Bartha családi neve került bele az 1908. évi Incze Henrik-féle Színészeti almanach lexikonába és onnan a Magyar színművészeti lexikon első kötetébe is. Ez azonban tévedés. Bartha Jánosnak nem Finnlandi volt a neve, hanem Bartha.
1828-tól 1831-ig Pesten működött a Beleznay-kertben Balla Károly igazgatónál, azután Kassára ment és nemsokára, szorgalmával és kiváló természeti adományaival elsőrendű színésszé küzdte föl magát. 1833-ban mint egyik vezetőtag a kassai társaság töredékével a budai színházhoz jutott, abol mint igazgatótárs is szerepelt havi 120 forint fizetéssel. Ekkor már az új iskola fejlődő tehetségei közé számították. Ugyanilyen fizetés mellett működött 1834-ben, '35-ben és '36-ban. 1837. augusztus 22-én a megnyíló Pesti Magyar Színháznál találjuk, ahol az Árpád ébredésében az Öreg és a Belizárban Leó ezredes szerepét játszotta. Ez időben Vörösmarty Mihály így írt Bartháról: »A természet tragikai színésznek alkotta, noha a vígjátékban is sok jó szerepe van. A szenvedés, fájdalom alig találhatott szívből szakadóbb, megrázóbb hangokat s e tehetségét kincsnek kellene tartani, s férfias hangot művelni s változatossá tenni.« Bajza József, a szigorú kritikus, ezt a bírálatot írta Lear királyáról (mely tudvalevőleg legjobb szerepei közül való volt) 1841. február 13-án: »Neki erős hangja van ahhoz, hogy a szerep dühöngő helyeit a színpadról lemenydörögje, sok természettel nyert tehetsége érzelem kifejezésére, ő leginkább fogná megadhatni az aggság bélyegeit is e szerepnek, szóval ő mint színpadunk legtragikusabb alakja, leginkább volna Learre képezhető, de benne nincs studium és szorgalom, vagy ítéleti hiány miatt nem tud a szerep mélyébe hatni.« Általánosságban úgy ír róla a kritika, hogy eredeti tehetség volt, de kellő, tanulás, képzettség, műveltség nélkül. Ha sikert tudott elérni, ez inkább a helyes ösztön érdeme és nem a színész öntudatossága mellett szól. Emiatt nem is emelkedhetett magasabb nívóra. Mindamellett például Egressy Gábor a humorát shakespeare-inek mondja. Toldija, híres palócos Lábszija (Lumpáciusban), az obsitosa (Szekrény rejtelmei) kiváló volt. Egyéniségéről így ír bírálatot Vahot Imre: »Nagy tehetségű színész, magasabb művészi képzettségi és szorgalom híjával. Az ő szabálytalan természeti erőn és nem mélyebb tanulmányon épült játékának alapjelleme: hatályos férfiasság, keleties lassú, nehézkes komolyság s innét az, hogy a színpadunkon gyéren előforduló eredeti magyar alakok ábrázolása igen jól áll neki; innét az, hogy az ő valódi szakmája: komoly, hősi s különösen fenntragikai.« (Regélő Pesti Divatlap, 1842., 317. oldal.)
Lassanként ivásnak adta magát, emiatt szélütés érte. Halálos ágyán is megmaradt a humora. Azt kérdezte övéitől, hogy »van-e a másvilágon kulacs?...« Ugyanazon a napon temették el, melyen 16 évvel előbb (augusztus 22-én) a Nemzeti Színházat megnyitották.
Fizikai adottságai kiválóak voltak, operai basszushanggal rendelkezett. Pályafutása során ösztönös színész maradt, s a hősi szerepkörből kilépve, a nyers és bohózati figurák felé vette az irányt. Erdélyi János és Vajda János is írt verset írt az emlékére. Arcképét 1858. szeptemberben Latkóczy festőművész a Nemzeti Múzeum részére megfestette. (Szépirodalmi Közlöny, 1858. 2422. lap.)

## Magánélete
Felesége Meszlényi Anna színésznő volt, akivel 1830. március 7-én kötöttek házasságot Kassán, az esküvői tanúk Pály Elek és Szilágyi Pál voltak.

## Főbb szerepei
- Carl Theodor Körner: Zrínyi vagy Szigetvár ostroma – Zrínyi
- Katona József: Bánk bán – Bánk, Tiborc
- Shakespeare: Lear király – Lear király
- Gaal József: A peleskei nótárius – Baczur Gazsi